# Глобинский консервный завод
Глобинский консервный завод — предприятие пищевой промышленности в городе Глобино Глобинского района Полтавской области Украины.

## История
Глобинский плодоовощеконсервный завод был построен в соответствии с шестым пятилетним планом развития народного хозяйства СССР и введён в эксплуатацию в 1959 году. В этом же году он произвёл первые 628 тыс. условных банок продукции. В дальнейшем, объемы производства были увеличены. Благодаря активной рационализаторской деятельности рабочих (только в 1964 году были внедрены 20 рационализаторских предложений, давшие экономический эффект 6200 рублей) была повышена эффективность работы и снижены издержки.
В 1965 году завод произвёл свыше 4,25 млн. банок консервов на сумму 105 тыс. рублей.
По состоянию на 1967 год, завод освоил производство консервов 30 наименований, выпускаемая продукция продавалась на месте, а также поставлялась в Москву, Ленинград и республики Средней Азии.
В 1988 году завод получил автономный источник водоснабжения - была пробурена артезианская скважина глубиной 140 метров к водоносному слою.
В целом, в советское время завод входил в число ведущих предприятий райцентра.
После провозглашения независимости Украины завод перешёл в ведение министерства сельского хозяйства и продовольствия Украины.
В дальнейшем государственное предприятие было приватизировано и реорганизовано в общество с ограниченной ответственностью Глобинский консервный завод. Помимо выпуска консервов в стеклянных банках с одноразовыми жестяными крышками советского образца здесь было освоено производство консервов в стеклянных банках с завинчивающимися крышками.